# 1903 في فرنسا
فيما يلي قوائم الأحداث التي وقعت خلال عام 1903 في فرنسا.

## أحداث
- 1 يناير – صالون دوتون

## سياسة

### تعيين في المنصب
- 1 يناير – موريس روفييه عضو مجلس الشيوخ في الجمهورية الفرنسية الثالثة.

### انتهاء فترة المنصب
- 21 يناير – موريس روفييه نائب فرنسي.

## رياضة
- 11 أبريل – سباق باريس روبيه 1903 الفائزون Claude Chapperon  [لغات أخرى]‏، Hippolyte Aucouturier [الإنجليزية]‏، لويس تروسيلير.

## ظهور
- 1 يناير – العمل هو العمل
- 1 يناير – منحة السفر رواية من تأليف جول فيرن.

## كتب
من الكتب التي صدرت هذه السنة في فرنسا:
- 1 يناير – دليل الطهو من تأليف أوغسطين أوسكوفير.
- 1 يناير – منحة السفر من تأليف جول فيرن.

## مواليد

### فبراير
- 21 فبراير – أناييز نين
- 21 فبراير – ريمون كينو شاعر فرنسي.

### أبريل
- 8 أبريل – جولي فلاستو لاعبة كرة مضرب فرنسية.
- 14 أبريل – هنري كوربين

### مايو
- 8 مايو – فرناندل
- 15 مايو – جان كافاييس

### يونيو
- 18 يونيو – رايموند راديجيه كاتب فرنسي.
- 28 يونيو – أندريه ماتشينو لاعب كرة قدم فرنسي.

### يوليو
- 21 يوليو – كلود روديير عسكري فرنسي.

### أغسطس
- 31 أغسطس – فلاديمير جانكلفتش فيلسوف فرنسي.

### سبتمبر
- 13 سبتمبر – كلوديت كولبيرت

### نوفمبر
- 15 نوفمبر – لوسيان ريباتيه كاتب فرنسي.
- 17 نوفمبر – لوسيان ميتشارد درّاج طريق فرنسي.

### ديسمبر
- 19 ديسمبر – جورج لو كلارك منافِس أوليمبي فرنسي.
- 23 ديسمبر – أرماند بلانتشونيت دراج فرنسي.

## وفيات

### مارس
- 28 مارس – إميل بودو (مواليد 1845) مهندس فرنسي.

### مايو
- 9 مايو – بول غوغان (مواليد 1848)

### يوليو
- 27 يوليو – فريديريك ويبر (مواليد 1830)